# زمین‌لرزه ۱۹۹۸ مییونیتسا
زمین‌لرزه مییونیتسا  در تاریخ ۲۹ سپتامبر ۱۹۹۸ میلادی، برابر با ‎۷ مهر ۱۳۷۷، ساعت ۲۲:۱۴:۴۹ به زمان یوتی‌سی در صربستان ، منطقه مییونتسا رخ داد. ژرفای این زلزله ۱۵ کیلومتر بود، و بزرگی آن ۵٫۵ در مقیاس Mw اعلام شده‌است. زمین‌لرزه به وقت محلی در روز سه‌شنبه، ساعت ۲۳ روی داده و منطقه زمانی آن یوتی‌سی +۱ بوده‌است (با لحاظ تغییر ساعت تابستانی).
سازمان زمین‌شناسی آمریکا نیز رومرکز این زمین‌لرزه را در مختصات ۴۴°۱۲′۳۲″شمالی ۲۰°۰۴′۴۸″شرقی / ۴۴٫۲۰۹°شمالی ۲۰٫۰۸°شرقی و ژرفای آن‌ را در ۱۰ کیلومتر گزارش کرده‌است. بزرگی برگزیدهٔ این سازمان از میان بزرگیهای محاسبه‌شدهٔ مختلف ۵٫۵ در مقیاس Mw بوده و از دید اثر، در میان چهار دسته‌بندی «نامحسوس»، «محسوس»، «زیان‌آور» یا «با تلفات»، زلزله را «با تلفات» اعلام کرده‌است.چندین ساختمان در زمین‌لرزه خراب و شمار بسیاری آسیب دیده‌است.
پروژهٔ «تنسور گشتاور مرکزوار» زاویه‌های (راستا، شیب، ریک) گسل سازندهٔ زمین‌لرزه و صفحه عمود بر آن را (°۱۷۷، °۷۰، °۱۷۶) یا (°۲۶۹، °۸۶، °۲۰) و نوع گسل را «امتدادلغز» فرارسانده‌است.
زمین‌لرزه هیچ کشته‌ای نداشته و شمار زخمیان ۱۷ نفر برآورده شده‌است.